# أماندين بورجوازي
أماندين بورجوازي (بالفرنسية: Amandine Bourgeois) (و. 1979  م) هي مغنية، وعازفة قيثارة فرنسية، ولدت في أنغوليم، تستخدم آلات فلوت عرضي، وقيثارة، وفلوت.

## التعليم
تعلمت في Conservatory of Nice ‏.